# Chondrillinae
Chondrillinae es una subtribu de la tribu Cichorieae de plantas con flores perteneciente a la familia Asteraceae, subfamilia Cichorioideae con los siguientes géneros.
El análisis molecular efectuado por Gemeinholzer & al. (En Kilian & al. 2009) reveló un subclado que abarca los géneros Chondrilla, Phitosia y Willemetia, que ha sido reconocido como un cacicazgo independiente de Chondrillinae por Kilian y al (2009). 

## Descripción
Las especies de esta subtribu son plantas herbáceas perennes cuya altura puede superar los 2 metros de altura. Las hojas se producen en una roseta basal (género Chondrilla) y a lo largo de los tallos. Los pecíolos son alados. La lámina de las hojas es estrictamente lineal con los bordes dentados (típicamente Willemetia ) o en  forma pennatifida (género Chondrilla). La inflorescencia es de tipo de  acampanado, con pocas flores amarillas.  El fruto es un aquenio prolongado en un largo pico en la base de los cuales tiene dientes pequeños.

## Distribución y hábitats
La distribución de esta subtribu es principalmente de Eurasia.

## Géneros
- Chondrilla
- Phitosia
- Willemetia[3]